# Kronomyia ovalis
Kronomyia ovalis är en tvåvingeart som först beskrevs av Boris Mamaev 1964.  Kronomyia ovalis ingår i släktet Kronomyia och familjen gallmyggor. Arten är reproducerande i Sverige. Inga underarter finns listade i Catalogue of Life.